# Techno-optimisme
 (mars 2025).
Le techno-optimisme est une posture intellectuelle soutenant que les progrès technologiques conduiront à une amélioration significative de la condition humaine et permettront de résoudre les défis auxquels l'humanité est confrontée. Cette vision considère la technologie comme un moteur de progrès, capable de générer des solutions innovantes dans divers domaines tels que la santé, l'environnement, l'économie et la société. Le techno-optimisme s'appuie sur l'idée que l'ingéniosité humaine, conjuguée au pouvoir de la technologie, est en mesure de surmonter les obstacles et de créer un avenir meilleur,,,,,.
Ce concept suscite de vifs débats, opposant les fervents défenseurs du progrès technologique aux critiques qui s'inquiètent de ses potentiels effets négatifs,. L'importance du techno-optimisme réside dans son influence sur les politiques publiques, les investissements et les orientations de la recherche, ainsi que sur la perception collective de l'avenir.

## Bénéfices des innovations technologiques espérés par les techno-optimistes
Le techno-optimisme repose sur la conviction que la technologie est un outil puissant au service du bien commun,. Il met l'accent sur la capacité de l'innovation technologique à :
- Améliorer la qualité de vie : en offrant des solutions aux problèmes de santé, de pauvreté, de faim et en facilitant l'accès à l'éducation et à l'information[6],[7].
- Améliorer le quotidien : en simplifiant la vie, en favorisant le bien-être et en offrant de nouvelles opportunités. Il faut aussi améliorer la santé mentale au quotidien par la réduction de l'anxiété grâce à l'espoir de solutions technologiques[10],[11].
- Stimuler la croissance économique : en créant de nouveaux marchés, de nouveaux emplois et en augmentant la productivité[6].
- Générer du progrès et de l'abondance : La technologie, en constante évolution, résoudra les problèmes actuels et futurs, conduisant à une société d'abondance[3]. Ainsi Marc Andreesen affirme : « Nous pensons qu'une société technologiquement stagnante dispose d'une énergie limitée au prix de la ruine de l'environnement. Une société technologiquement avancée dispose d'une énergie propre illimitée pour tous. »[3]
- Résoudre les problèmes environnementaux : en développant des énergies renouvelables, en réduisant la pollution et en favorisant une gestion durable des ressources[6],[9]. Ainsi John Kerry a déclaré[12] : « Fifty per cent of the reductions we have to make to get to net-zero by 2050 or 2045 are going to come from technologies that we don’t yet have » (« 50% des réductions de gaz à effet de serre que nous devons effectuer d’ici 2050 ou 2045 viendront de technologies qui restent à inventer »).
- Promouvoir la paix et la coopération internationale : en facilitant la communication, en favorisant la compréhension mutuelle et en créant des opportunités de collaboration[9].

En pratique, les techno-optimistes expriment plus particulièrement leurs espoirs grâce au développement de technologies innovantes, de rupture ou même radicales, telles que :
- l'intelligence artificielle,
- la conquête spatiale,
- la fusion nucléaire,
- les nanotechnologies,
- le génie génétique,
- la biologie synthétique.

## Historique
Le techno-optimisme est un courant de pensée qui a des racines profondes. Il a émergé à différentes époques de l'histoire, souvent en parallèle avec des périodes de progrès technologique significatif :
- L'idée de progrès par la raison et la science, promue par les philosophes des Lumières au XVIIIe siècle, peut être considérée comme un précurseur du techno-optimisme[Interprétation personnelle ?]. Ce courant de pensée valorisait l'utilisation de la raison et de la méthode scientifique pour comprendre le monde et améliorer la condition humaine, jetant ainsi les bases de la confiance moderne dans le progrès technologique[13].
- La révolution industrielle avec les bonds technologiques souvent associés à une amélioration des conditions de vie pour certains, a alimenté une vision optimiste de l'impact de la technologie. Cette période a été marquée par un fort optimisme quant à la capacité des machines à transformer la société et à améliorer les conditions de vie[6],[14].
- Au XXe siècle, l'essor de l'informatique, des télécommunications et de la biotechnologie a alimenté de nouveaux espoirs quant au potentiel de la technologie à résoudre les problèmes les plus urgents de l'humanité[6],[14].
- Au XXIe siècle, l'avancement des technologies numériques, avec la généralisation d'internet, a suscité un regain d'enthousiasme pour le potentiel transformateur de la technologie, alimentant le discours techno-optimiste, voire une vision de l'avenir relevant d'une utopie technologique.

Des figures emblématiques comme Steve Jobs, Elon Musk, Ray Kurzweil ou Marc Andreessen ont incarné cette vision optimiste, en promouvant des technologies révolutionnaires et en prédisant un avenir radicalement transformé par le progrès technologique,. 

## Caractéristiques principales
Le techno-optimisme se distingue par plusieurs caractéristiques :
- Une grande confiance dans le progrès: les techno-optimistes sont convaincus que la technologie est une force positive qui conduira inévitablement à un avenir meilleur[6],[8],[9] .
- Une vision à long terme: ils se projettent dans un futur où les innovations technologiques auront résolu les problèmes actuels et ouvert de nouvelles perspectives pour l'humanité[6],[9].
- Une focalisation sur les solutions: ils privilégient une approche pragmatiqueInterprétation abusive ?, centrée sur la recherche de solutions technologiques aux problèmes[9].
- Une espérance en l'ingéniosité humaine: ils font confiance à la capacité des scientifiques, des ingénieurs et des entrepreneurs à inventer des technologies qui amélioreront la condition humaine[6],[9].

Des patrons de la haute technologie adhèrent à cette posture, tel Sam Altman, dirigeant d'OpenAI, qui a écrit dans son blog cette déclaration teintée de cornucopianisme : «  Je pense que l’avenir sera si brillant que personne ne pourra lui rendre justice en essayant de l’écrire maintenant ; une caractéristique déterminante de l’ère de l’intelligence sera la prospérité massive. Même si cela se fera progressivement, des triomphes stupéfiants – résoudre le changement climatique, établir une colonie spatiale et découvrir toute la physique – finiront par devenir monnaie courante. Avec une intelligence presque illimitée et une énergie abondante –, la capacité de générer de grandes idées et la capacité de les concrétiser –, nous pouvons faire beaucoup ».
Mais il est important de noter que le techno-optimisme ne doit pas être confondu avec une foi aveugle dans la technologie[Interprétation personnelle ?],. Un techno-optimisme éclairé prend en compte les limites et les risques de la technologie, tout en reconnaissant son potentiel à contribuer à un avenir meilleur,. La recherche d'un équilibre entre progrès technologique et responsabilité, entre innovation et éthique, sera cruciale pour construire un futur où la technologie sera véritablement au service de l'humanité,.

## Nuances du techno-optimisme
Le techno-optimisme, loin d'être une position monolithique, représente un ensemble de points de vue liés à la conviction que la technologie conduira à un futur meilleur. Il se décline en plusieurs dimensions :
- Degré de prépondérance des bénéfices de la technologie : l'impact positif des technologies est-il minime ou significatif[18] ?
- Orientation temporelle : les bénéfices prédominent-ils actuellement ou le feront-ils dans l'avenir[18] ?
- Robustesse de l'optimisme : quelle est la probabilité que les bénéfices l'emportent sur les inconvénients[17] ?

## Implications
Le techno-optimisme a des implications importantes sur plusieurs plans :
- Sociétales : il influence la perception du rôle de la technologie dans la société, en encourageant l'adoption de nouvelles technologies et en promouvant une vision positive de l'avenir[6],[9].
- Économiques : il favorise les investissements dans la recherche et le développement de nouvelles technologies, en stimulant l'innovation et la croissance économique[9],[2],[8].
- Environnementales : il nourrit l'espoir de trouver des solutions technologiques aux défis environnementaux, en encourageant le développement des énergies renouvelables, des technologies de capture du carbone et des solutions d'adaptation au changement climatique[7],[8],[9].

## Positions du techno-optimisme envers l'État
Les positions du techno-optimisme envers l’État sont multiples et nuancées, oscillant entre une confiance dans le soutien institutionnel et un scepticisme envers l'intervention étatique. Pour autant, le techno-optimisme ne se situe ni à droite, ni à gauche, et peut être vu comme anti-politique, par la primauté donnée à la technologie sur l'évolution des sociétés par rapport aux mouvements sociaux.

### L’État comme catalyseur de l’innovation technologique
Certains partisans du techno-optimisme voient l’État comme un acteur clé dans le développement et la diffusion des technologies. Cette perspective repose sur plusieurs arguments :
- Investissement dans la recherche et développement (R&D) : l’État peut jouer un rôle de mécène en finançant la recherche fondamentale et appliquée, souvent risquée et peu rentable à court terme pour le secteur privé. Par exemple, des innovations majeures comme l’Internet ou le GPS trouvent leur origine dans des projets publics[19].
- Mise en place d’un cadre réglementaire favorable : un cadre juridique adapté peut encourager l'innovation tout en protégeant les citoyens des risques associés aux nouvelles technologies (dérives éthiques, atteintes à la vie privée, etc.)[20]. Les politiques publiques en faveur des énergies renouvelables, telles que les subventions aux panneaux solaires ou aux éoliennes, illustrent cette approche[19].
- Rôle de régulateur pour éviter les externalités négatives : les techno-optimistes reconnaissent parfois que l’État est indispensable pour encadrer les usages potentiellement néfastes des technologies, comme l’intelligence artificielle ou la biotechnologie, en promouvant une utilisation éthique et responsable[19].

### Le scepticisme techno-optimiste envers l’État
D’un autre côté, certains techno-optimistes expriment une méfiance à l’égard de l’intervention étatique, perçue comme un frein potentiel à l’innovation. Cette position s’appuie sur les points suivants :
- Bureaucratie et inertie institutionnelle : les processus décisionnels étatiques sont souvent perçus comme lents et peu adaptés à la rapidité des avancées technologiques. Les lourdeurs administratives et les réglementations jugées excessives peuvent étouffer la créativité des entreprises et des start-ups[21].
- Neutralité technologique contestée : certains acteurs estiment que l’État favorise des technologies spécifiques au détriment d’autres, faussant ainsi la concurrence et limitant la diversité des solutions. Cela peut créer des dépendances à des technologies inadaptées ou inefficaces à long terme.
- Capacité limitée à comprendre les enjeux technologiques : les gouvernements sont parfois accusés de manquer d’expertise et de moyens numériques pour évaluer et mettre en œuvre correctement les innovations, ce qui conduit à des politiques mal calibrées ou à des investissements peu judicieux[22].

### L’État et les limites des technologies
Une autre position, plus nuancée, considère que l’État a un rôle à jouer pour définir les limites du techno-optimisme. Selon cette vision, les technologies ne peuvent pas résoudre tous les problèmes sociaux et environnementaux, et une gouvernance publique forte est nécessaire pour garantir un équilibre entre progrès technologique et bien-être collectif. Cela inclut :
- Lutte contre les inégalités : les innovations technologiques risquent de creuser les écarts entre les populations si elles ne sont pas accessibles à tous. L’État peut intervenir pour démocratiser l’accès aux technologies (par exemple, via des politiques d’éducation numérique).
- Prévention des dérives : les technologies émergentes, comme l’intelligence artificielle, soulèvent des questions éthiques complexes que le marché seul ne peut résoudre. L’État est alors vu comme un garant des droits fondamentaux face à ces défis.
- Encadrement des usages militaires : les technologies avancées, notamment dans le domaine des drones ou de la cyberguerre, nécessitent un contrôle étatique pour prévenir leur utilisation abusive.

### Exemples récents
Les débats récents autour des régulations de l’intelligence artificielle, des biotechnologies ou encore des cryptomonnaies illustrent ces tensions entre techno-optimisme et rôle de l’État. Par exemple, en Europe, le Règlement sur l’IA (AI Act) proposé par la Commission européenne cherche à encadrer l’utilisation de l’intelligence artificielle tout en stimulant son développement. De manière similaire, les subventions publiques pour la transition énergétique, comme celles prévues dans le Pacte vert pour l'Europe (European Green Deal), reflètent une approche techno-optimiste du rôle de l’État.

### Synthèse
Les positions du techno-optimisme envers l’État oscillent entre collaboration et défiance. Si certains voient en l’État un levier indispensable pour maximiser les bénéfices de l’innovation, d’autres dénoncent son incapacité à suivre le rythme des progrès ou à éviter les biais. Cette dualité met en lumière la nécessité d’un dialogue équilibré entre les acteurs publics, privés et la société civile, afin de construire un cadre qui permette à la technologie de répondre aux enjeux contemporains tout en respectant les valeurs humaines fondamentales.

## Controverses et débats
Le techno-optimisme est un sujet controversé qui suscite de nombreux débats. Ses critiques mettent en avant les points suivants,, :
- Le risque d'une confiance excessive dans la technologie : ils craignent que la focalisation sur les solutions technologiques conduise à négliger les causes profondes des problèmes et à sous-estimer les risques potentiels de certaines technologies[2],[7],[8],[9].
- L'impact environnemental des technologies : ils soulignent que le développement et l'utilisation de certaines technologies peuvent avoir des conséquences néfastes sur l'environnement, en consommant des ressources rares, en générant de la pollution ou en contribuant au changement climatique[2].
- Les questions éthiques et sociales : ils s'inquiètent des implications éthiques et sociales de certaines technologies, notamment en matière de surveillance, de contrôle social, de manipulation de l'information et de perte d'emplois[2],[7].

Ces critiques sont portées en particulier dans le cadre du techno-pessimisme, une posture qui s'oppose frontalement au techno-optimisme, voire par des mouvements inspirés par le technophobie.

## Le techno-optimisme face à la crise écologique
Le rôle de l'innovation technologique face à la crise écologique est un sujet de débat complexe et polarisant. Deux positions principales s'affrontent : le techno-optimisme, qui voit la technologie comme la solution, et une vision plus critique, qui met en garde contre le risque de voir la technologie aggraver la crise.

### Arguments en faveur du techno-optimisme
L’histoire montre que la technologie a permis à l’humanité de surmonter des défis majeurs et d’améliorer sa qualité de vie, par exemple en augmentant la production alimentaire, en améliorant la santé et en facilitant les communications,. La technologie peut offrir des solutions concrètes pour atténuer l'impact environnemental de nos activités,. Des exemples comme les énergies renouvelables, les véhicules électriques, les villes intelligentes et les technologies de captage de carbone illustrent ce potentiel. L'innovation technologique est une force motrice de la croissance économique, qui permet de créer de la richesse et de financer le développement de nouvelles technologies plus durables. La synergie entre la technologie et les forces du marché peut conduire à une spirale ascendante de progrès et d'abondance matérielle, bénéficiant à l'ensemble de la société,.

### Arguments en faveur d'une vision plus critique
L'optimisme technologique peut conduire à une forme de déni et de fuite en avant, en reportant aux générations futures la responsabilité de résoudre les problèmes écologiques,,,. L'innovation technologique ne fait pas que résoudre des problèmes, elle en crée de nouveaux,. Par exemple, les véhicules électriques, tout en réduisant les émissions de CO2 en utilisation, posent des problèmes liés à l'extraction des ressources nécessaires à la fabrication des batteries.
La plupart des innovations actuelles ne sont pas orientées vers la résolution des enjeux écologiques. La course à la nouveauté et à la performance conduit souvent à une augmentation de la consommation de ressources et à une obsolescence programmée. La technologie peut aggraver les inégalités sociales et économiques, en concentrant les bénéfices du progrès entre les mains d'une élite. La dépendance excessive à la technologie peut nous rendre plus vulnérables aux crises et aux catastrophes.

### Synthèse
L'innovation technologique est un outil puissant, mais elle n'est pas une solution miracle à la crise écologique. Il est essentiel de repenser l'innovation technologique dans un contexte de limites écologiques, en privilégiant les technologies qui contribuent à la durabilité et à la justice sociale. Il est crucial de ne pas se laisser aveugler par le techno-optimisme et de rester critiques face aux promesses de la technologie. La technologie ne doit pas être considérée comme une alternative à des changements profonds dans nos modes de vie et de consommation,. Il est important de démocratiser les choix technologiques afin d'impliquer l'ensemble de la société dans les décisions qui façonneront notre avenir. Finalement, la question de savoir si l'innovation technologique est la solution à la crise écologique n'appelle pas de réponse simple. Si la technologie peut jouer un rôle important dans la transition vers un avenir plus durable, il est crucial de l'utiliser de manière responsable et réfléchie, en tenant compte de ses limites et de ses impacts potentiels. La solution ne réside pas uniquement dans la technologie, mais dans une approche globale qui combine innovation technologique, changements sociaux et politiques responsables.

## Liens entre le techno-optimisme et l'accélérationnisme
Le techno-optimisme et l'accélérationnisme sont deux courants de pensée qui, bien que distincts, partagent une vision commune du progrès technologique comme moteur essentiel de l'évolution sociétale. Le techno-optimisme repose sur la conviction que les avancées technologiques peuvent résoudre les défis contemporains. En revanche, l'accélérationnisme est une doctrine politique qui soutient que l'accélération des processus capitalistes et technologiques peut conduire à une transformation radicale de la société. Ce courant, développé notamment par des penseurs tels qu'Alex Williams et Nick Srnicek dans le manifeste de l'accélérationisme, se divise en variantes de gauche et de droite, avec des objectifs divergents quant à l'utilisation de la technologie pour dépasser le capitalisme.

### Points de convergence
- Confiance dans le potentiel transformatif des technologies. Les deux courants partagent la conviction que la technologie est un moteur puissant de transformation, capable de remodeler les structures sociales, politiques et économiques. Par exemple, l'IA est perçue comme un outil de progrès par les techno-optimistes et comme une force de rupture systémique par les accélérationnistes[31].

- Rejet de la nostalgie et de l'idéalisation du passé. Ces idéologies rejettent les solutions basées sur un retour aux modèles traditionnels ou préindustriels, privilégiant une approche proactive centrée sur l'innovation pour répondre aux crises actuelles et futures[32].

- Dépassement des limites humaines. Le transhumanisme, concept partagé par les deux mouvements, vise à améliorer les capacités humaines grâce à la technologie, qu'il s'agisse de prolonger la vie, d'augmenter l'intelligence ou de coloniser d'autres planètes[33].

### Différences fondamentales
- Orientation éthique et politique :
  - Le techno-optimisme adopte généralement une perspective humaniste et consensuelle[réf. nécessaire], mettant l'accent sur les bénéfices individuels et collectifs des technologies.
  - L'accélérationnisme, en revanche, peut embrasser une vision plus radicale, acceptant les conséquences perturbatrices de l'accélération technologique comme un mal nécessaire pour provoquer des changements systémiques[34]. A contrario, selon le philosophe Laurent de Sutter[35] : « Les accélérationnistes considèrent que les nouvelles générations de téléphones, d'ordinateurs, sont en réalité des innovations extrêmement marginales ».
- Rapport au capitalisme :
  - Les techno-optimistes opèrent souvent au sein des structures capitalistes existantes, misant sur le marché pour promouvoir l'innovation.
  - L'accélérationnisme, particulièrement dans sa version de gauche[36], envisage le capitalisme comme une étape transitoire à dépasser, en utilisant la technologie pour créer une société post-capitaliste.

### Critiques communes
- Risques d'utopies technologiques. Ces deux courants sont accusés de promouvoir une vision utopique qui sous-estime les dangers liés aux inégalités d'accès, à la destruction environnementale ou à la perte de contrôle sur les technologies émergentes[37].
- Absence de considération pour les dimensions humaines et éthiques. Les critiques soulignent que ces visions manquent d'attention aux conséquences sociales, culturelles et psychologiques des transformations qu'elles encouragent, négligeant les impacts sur le bien-être humain[38].

### Synthèse
Le techno-optimisme et l'accélérationnisme entretiennent des liens étroits, notamment dans leur confiance en la technologie comme vecteur de progrès et de changement. Cependant, leurs divergences éthiques et politiques révèlent des approches différentes quant à la manière de naviguer dans un monde dominé par l'accélération des innovations. Une analyse critique de ces deux courants est essentielle pour évaluer leur pertinence face aux défis contemporains.

## Perspectives futures
Au delà des récits de science-fiction dystropique ou d'utopie technologique, l'avenir du techno-optimisme dépendra de la capacité des technologies à répondre aux attentes et à résoudre les défis auxquels l'humanité est confrontée. La réussite de la transition énergétique, la lutte contre le changement climatique, le développement de solutions d'intelligence artificielle responsables et la réduction des inégalités seront des éléments clés pour déterminer si le techno-optimisme se confirmera ou se transformera en désillusion,,.
En pratique, il y a un débat pour établir sur quels critères évaluer une posture comme le techno-optimisme,,: 
- Définir ce qui est considéré comme "bénéfique" et "néfaste" pour servir de métrique dans l'évaluation des conséquences des innovations technologiques[17],[42].
- Déterminer les faits, en analyser les données historiques et actuelles pour mesurer l'impact des technologies sur les critères de bénéfices et d'inconvénients[17],[42].
- Évaluer le pour et le contre : peser les avantages et les inconvénients de la technologie pour déterminer si la balance penche du côté du bien ou du mal[17],[42].

## Conclusion
Le techno-optimisme représente une vision du futur où la technologie joue un rôle central dans l'amélioration de la condition humaine,,. Cette perspective s'ancre dans la confiance envers un progrès continu et la capacité de l'innovation à solutionner les problèmes mondiaux,,,. Toutefois, cette vision optimiste suscite des critiques qui soulèvent des questions cruciales quant aux limites de la technologie, à son impact environnemental et aux défis éthiques qu'elle pose,. La viabilité du techno-optimisme dépendra donc de la capacité des sociétés à exploiter le potentiel de la technologie tout en atténuant ses risques et en l'orientant vers un futur durable et équitable.